# El clan Vega
El clan Vega es una película argentina de 2023 dirigida por  José Celestino Campusano.
La película fue seleccionada para competir en la sección oficial a la mejor película de la Competencia Argentina en la 24° edición del Buenos Aires Festival Internacional de Cine Independiente.

## Sinopsis
Un relato basado en la trayectoria criminal de una temible familia nómada. Inspirada en hechos reales, retrata la vulnerabilidad de las personas ante la ineficacia de las instituciones del Estado.

## Premios y nominaciones
| Premio/Festival de Cine                                   | Fecha del evento                 | Categoría                            | Nominado     | Resultado | Ref.  |
| --------------------------------------------------------- | -------------------------------- | ------------------------------------ | ------------ | --------- | ----- |
| Buenos Aires Festival Internacional de Cine Independiente | 19 de abril al 1 de mayo de 2023 | Competencia argentina Mejor película | El clan Vega | Pendiente | [ 2 ] |